# Gabriela DeBues-Stafford
Gabriela Maria Stafford (ur. 13 września 1995) – kanadyjska lekkoatletka specjalizująca się w biegach średniodystansowych.
Brązowa medalistka mistrzostw NACAC w przełajach w biegu juniorek (2013). W 2014 zajęła 9. miejsce na dystansie 3000 metrów podczas juniorskich mistrzostw świata. Wicemistrzyni uniwersjady w biegu na 1500 metrów (2015). W 2016 bez awansu do finału startowała na halowych mistrzostwach świata. Półfinalistka światowego czempionatu w Londynie w kolejnym roku.

## Osiągnięcia
| Rok  | Impreza                                   | Miejsce        | Konkurencja         | Lokata      | Wynik   |
| ---- | ----------------------------------------- | -------------- | ------------------- | ----------- | ------- |
| 2013 | Mistrzostwa NACAC w biegach przełajowych  | Mandeville     | bieg juniorek       | 3. miejsce  | 14:25   |
| 2013 | Mistrzostwa świata w biegach przełajowych | Bydgoszcz      | bieg juniorek       | 75. miejsce | 22:23   |
| 2014 | Mistrzostwa świata juniorów               | Eugene         | bieg na 3000 metrów | 9. miejsce  | 9:14,97 |
| 2015 | Uniwersjada                               | Gwangju        | bieg na 1500 metrów | 2. miejsce  | 4:19,27 |
| 2016 | Halowe mistrzostwa świata                 | Portland       | bieg na 1500 metrów | eliminacje  | 4:11,46 |
| 2016 | Igrzyska olimpijskie                      | Rio de Janeiro | bieg na 1500 metrów | eliminacje  | 4:09,45 |
| 2017 | Mistrzostwa świata                        | Londyn         | bieg na 1500 metrów | półfinał    | 4:08,51 |
| 2018 | Halowe mistrzostwa świata                 | Birmingham     | bieg na 1500 metrów | eliminacje  | 4:09,94 |
| 2018 | Igrzyska Wspólnoty Narodów                | Gold Coast     | bieg na 1500 metrów | eliminacje  | 4:09,59 |
| 2018 | Mistrzostwa NACAC                         | Toronto        | bieg na 1500 metrów | 3. miejsce  | 4:07,36 |
| 2019 | Mistrzostwa świata                        | Doha           | bieg na 1500 metrów | 6. miejsce  | 3:56,12 |
| 2021 | Igrzyska olimpijskie                      | Tokio          | bieg na 1500 metrów | 5. miejsce  | 3:58,93 |
| 2022 | Halowe mistrzostwa świata                 | Belgrad        | bieg na 3000 metrów | 4. miejsce  | 8:42,89 |

## Rekordy życiowe
- Bieg na 800 metrów (stadion) – 1:58,70 (2021)
- Bieg na 800 metrów (hala) – 2:00,96 (2020)
- Bieg na 1000 metrów (stadion) – 2:42,23 (2020)
- Bieg na 1000 metrów (hala) – 2:41,67 (2016)
- Bieg na 1500 metrów (stadion) – 3:56,12 (2019) rekord Kanady
- Bieg na 1500 metrów (hala) – 4:00,80+ (2020)
- Bieg na milę (stadion) – 4:17,87 (2019) rekord Kanady
- Bieg na milę (hala) – 4:19,73 (2020) rekord Kanady, 7. wynik w historii światowej lekkoatletyki
- Bieg na 3000 metrów (stadion) – 8:38,51 (2021)
- Bieg na 3000 metrów (hala) – 8:33,92 (2020) rekord Kanady
- Bieg na 5000 metrów (stadion) – 14:44,12 (2019) rekord Kanady
- Bieg na 5000 metrów (hala) – 14:31,38 (2022) rekord Ameryki Północnej, 5. wynik w historii światowej lekkoatletyki